# Corycium alticola
Corycium alticola là một loài thực vật có hoa trong họ Lan. Loài này được Parkman & Schelpe mô tả khoa học đầu tiên năm 1982.